# Ісков Михайло Петрович
Михайло Петрович Ісков (1933, Звіринциво, Калузька область — 1985, Київ) — український паразитолог, фахівець з паразитів риб, перш за все міксоспоридій, кандидат біологічних наук (1965), автор близько 50 наукових праць, зокрема монографії в серії «Фауна України» (1989). Описав декілька нових для науки видів міксоспоридій.

## Життєпис
Народився у 1933 році в селищі Звіринциво (зараз Бабановка) Людиновського району Калузької області у селянській родині. Після закінчення у 1950 році семирічної школи навчався у Калузькому зоотехнічно-ветеринарному технікумі. Згодом поступив у Київський ветеринарний інститут (зараз ветеринарний факультет Національного університету біоресурсів і природокористування України), який закінчив 1959 року. Під час навчання одружився з однокурсницею Н. І. Ісковою, також відомим у майбутньому паразитологом. У 1959—1960 роках працював завідувачем ветеринарно-бактеріологічної лабораторії міста Вулканешти (Молдова). Протягом 1961—1964 років навчався в аспірантурі в Інститут зоології АН УРСР. У 1965 році під керівництвом академіка О. П. Маркевича захистив кандидатську дисертацію на тему «Паразиты и паразитозы рыб Васильевского нерестово-выростного хозяйства и их связь с заболеваниями рыб Каховского водохранилища». Після закінчення аспірантури і захисту дисертації певний час працював молодшим науковим співробітником Інституту зоології. В 1966 році був запрошений на посаду старшого наукового співробітника в Український науково-дослідний інститут рибного господарства (зараз Інститут рибного господарства НААН). 1970 року перейшов в Інститут гідробіології АН УРСР, де керував лабораторією іхтіопаразитології. У 1973 році лабораторія була переведена в Інститут зоології АН УРСР, при цьому М. П. Ісков залишався її завідувачем. У 1978 році лабораторію було розформовано і дослідник перейшов на роботу в лабораторію безхребетних (згодом відділ фауни та систематики безхребетних) Інституту зоології АН УРСР, де працював до своєї передчасної смерті у 1985 році. Його монографію в серії «Фауна України» було опубліковано посмертно у 1989 році.

## Найважливіші наукові праці
- Исков М. П., Коваль В. П. Паразитофауна рыб Каховского водохранилища через 8 лет после его заполнения // Паразиты и паразитозы человека и животных. — Киев: Наукова думка, 1965. — С. 192-207.
- Исков М. П. Влияние зарегулирования стока Днепра на эпизоотическое состояние промысловых рыб Каховского водохранилиша // Гидробиологический журнал. — 1975. — 11 (5). — С. 72-78.
- Исков М. П. Итоги изучения паразитофауны рыб Днепра до зарегулирования его стока плотинами гидроэлектростанций // Проблемы гидропаразитологии. — Киев: Наукова думка, 1978. — С. 34-44.
- Исков М. П., Каратаев А. К. Myxobolus percarinae sp. nov (Myxosporidia) — новый вид слизистых споровиков от перкарины понтической (Percarina demidoffi) [Архівовано 11 серпня 2016 у Wayback Machine.] // Вестник зоологии. — 1982. — №3. — С. 72-74.
- Каратаев А. К., Исков М. П. Новые виды слизистых споровиков (Myxosporidia) от черноморской атерины [Архівовано 11 березня 2022 у Wayback Machine.] // Вестник зоологии. — 1984. — №1. — С. 59-60.
- Исков М. П., Каратаев А. К. Новые виды слизистых споровиков (Myxosporidia) от черноморской ставриды [Архівовано 10 березня 2022 у Wayback Machine.] // Вестник зоологии. — 1984. — №4. — С. 77-78.
- Исков М. П. Фауна Украины. Том 37. Споровики, книдоспоридии, микроспоридии. Вып. 4. Миксоспоридии (Myxosporea). — Киев: Наукова думка, 1989. — 210 с.